# Cục Thủy sản và Kiểm ngư (Việt Nam)
Cục Thủy sản và Kiểm ngư là cơ quan trực thuộc Bộ Nông nghiệp và Môi trường, thực hiện chức năng tham mưu, giúp Bộ trưởng Bộ Nông nghiệp và Môi trường quản lý nhà nước và tổ chức thực thi pháp luật về giống thủy sản, thức ăn thủy sản, sản phẩm xử lý môi trường nuôi trồng thủy sản, nuôi trồng thủy sản; khai thác thủy sản; đăng kiểm tàu cá, quản lý tàu cá, tàu công vụ thủy sản, cảng cá, khu neo đậu tránh trú bão cho tàu cá; tổ chức sản xuất thủy sản gắn với chế biến, thương mại thủy sản, bảo vệ môi trường, đa dạng sinh học trong các hệ sinh thái thủy sinh và kiểm ngư thuộc phạm vi quản lý nhà nước của Bộ theo phân cấp, ủy quyền của Bộ trưởng.

## Lịch sử phát triển
Tháng 3/2010, Chính phủ ban hành Nghị định số 75/2009/NÐ-CP ngày 10/9/2009 của Chính phủ sửa đổi Điều 3 Nghị định số 01/2008/NĐ-CP ngày 3/1/2008 của Chính phủ quy định chức năng, nhiệm vụ, quyền hạn và cơ cấu tổ chức của Bộ Nông nghiệp và Phát triển nông thôn. Theo đó, Tổng cục Thủy sản trực thuộc Bộ Nông nghiệp và Phát triển nông thôn được thành lập theo Quyết định số 05/2010/QÐ-TTg ngày 25/1/2010, của Thủ tướng Chính phủ quy định chức năng, nhiệm vụ, quyền hạn và cơ cấu tổ chức của Tổng cục Thủy sản trực thuộc Bộ Nông nghiệp và Phát triển nông thôn.
Ngày 8/5/2023, Bộ trưởng Bộ Nông nghiệp và Phát triển nông thôn ban hành Quyết định số 1786/QĐ-BNN-TCCB quy định chức năng, nhiệm vụ, quyền hạn và cơ cấu tổ chức của Cục Thủy sản, trên cơ sở sắp xếp, kiện toàn lại Tổng cục Thủy sản.

## Lãnh đạo Cục[4]
- Cục trưởng: Trần Đình Luân
- Phó Cục trưởng:

1. Nhữ Văn Cẩn

## Cơ cấu tổ chức[4]
(Theo Điều 3, Quyết định số 1786/QĐ-BNN-TCCB ngày 8/5/2023 của Bộ trưởng Bộ Nông nghiệp và Phát triển nông thôn)

### Các đơn vị thực hiện chức năng quản lý nhà nước
- Văn phòng Cục
- Phòng Kế hoạch, Tài chính
- Phòng Pháp chế, Thanh tra
- Phòng Khoa học công nghệ và Hợp tác quốc tế
- Phòng Nuôi trồng thủy sản
- Phòng Giống và Thức ăn thủy sản
- Phòng Khai thác thủy sản
- Phòng Quản lý tàu cá và Cơ sở dịch vụ hậu cần nghề cá

### Các đơn vị sự nghiệp
- Trung tâm Khảo nghiệm, Kiểm nghiệm, Kiểm định nuôi trồng thủy sản [5]
- Trung tâm Đăng kiểm tàu cá [6]
- Trung tâm Thông tin thủy sản [7]